# HBOS

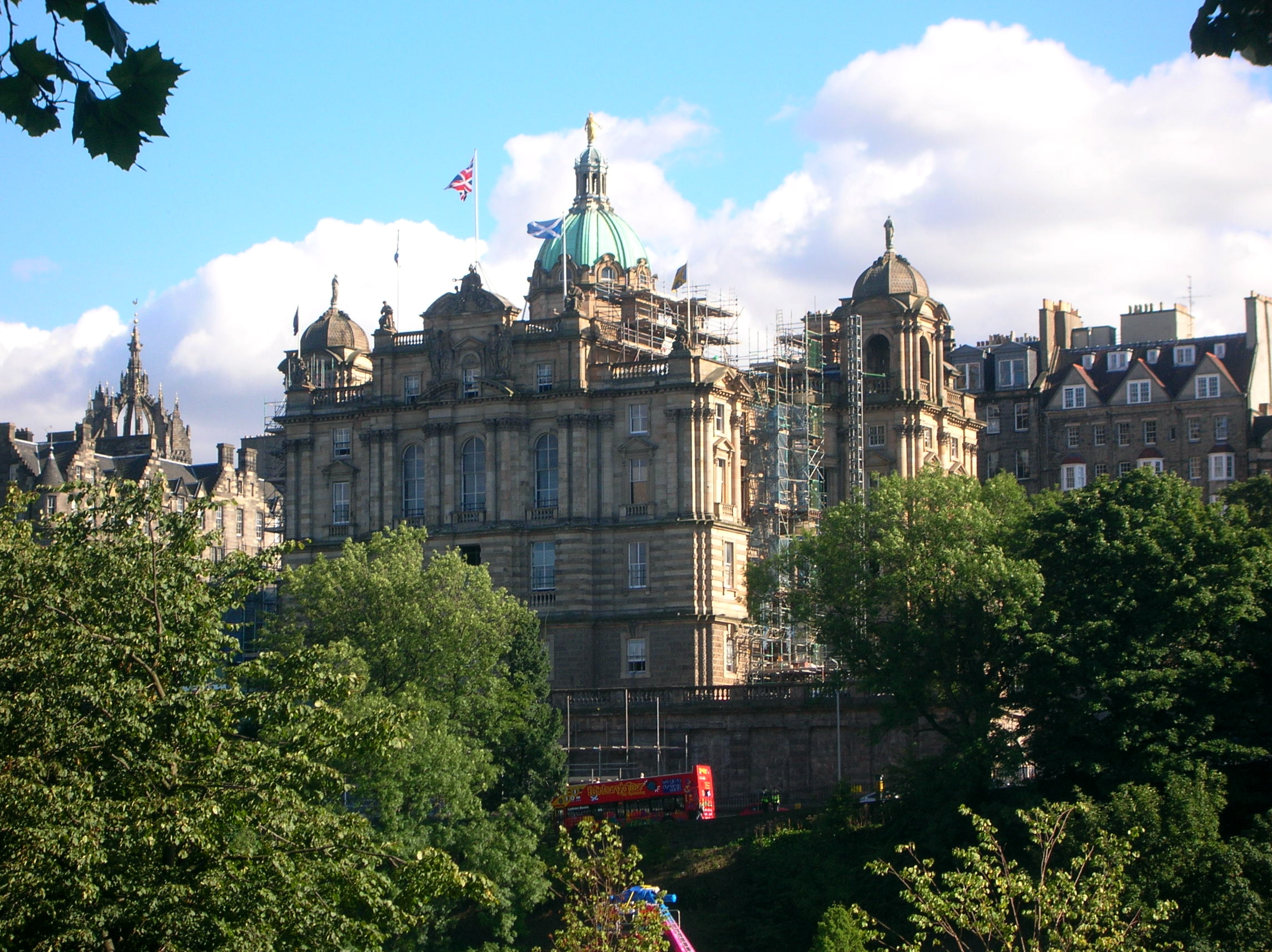
Sede del grupo en The Mound, Edinburgo.

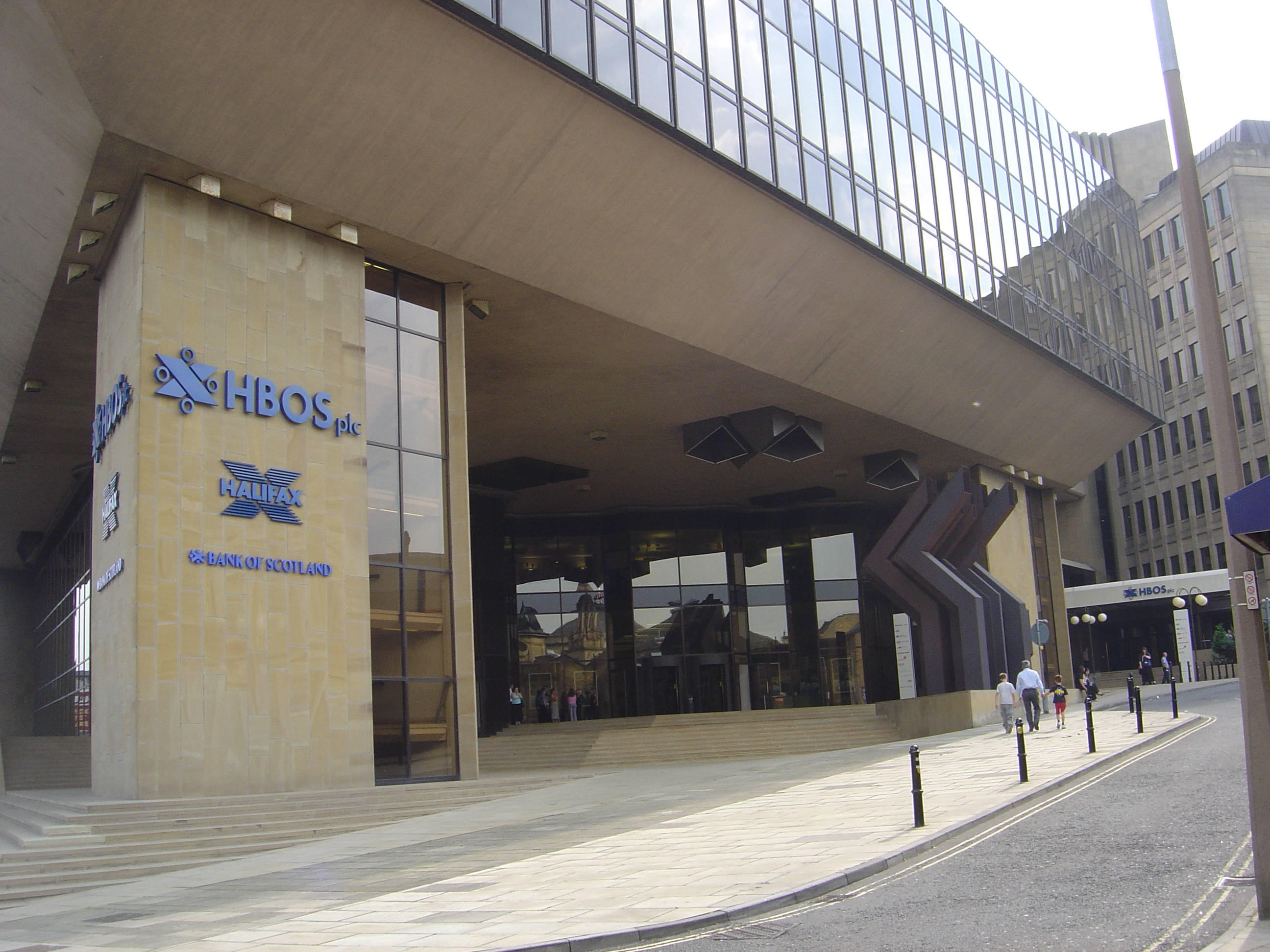
Oficina de HBOS en la calle Trinity, en Halifax, antigua sede del banco Halifax.

HBOS plc es un grupo empresarial de banca y seguros con sede en el Reino Unido, sociedad matriz de Bank of Scotland plc, banco que opera bajo las marcas Bank of Scotland y Halifax. El grupo también posee las sociedades HBOS Australia, propietaria de BankWest, y HBOS Insurance & Investment Group Limited, división aseguradora del grupo. Aunque oficialmente las siglas HBOS no son ninguna abreviatura con un significado intrínseco, las siglas se reconocen por proceder de la fusión de los nombres Halifax y Bank of Scotland. La sede central está ubicada en Edimburgo, Escocia, en la antigua sede de Bank of Scotland. La sede de operaciones está ubicada en Halifax (West Yorkshire), Inglaterra, la antigua sede de la empresa Halifax.  
En la actualidad HBOS es una filial totalmente propiedad de Lloyds Banking Group, habiendo sido polémicamente asumida en enero de 2009.
HBOS se formó a partir de la fusión entre los bancos Halifax plc y el Bank of Scotland, en lo que se anunció como la creación de la quinta compañía bancaria británica más potente. También es el principal prestamista hipotecario del Reino Unido. HBOS es una sociedad de responsabilidad limitada, (en particular, una  
public limited company o plc) que cotiza en la Bolsa de Londres. Se realizó una reorganización del grupo a raíz de una Ley publicada en el año 2006.
El 18 de septiembre de 2008, Lloyds TSB anunció oficialmente un acuerdo para comprar HBOS plc en un acuerdo valorado en 12,2 millones de libras esterlinas. Anunció igualmente el mantenimiento de la sede escocesa y que continuaría emitiendo billetes escoceses.

## Historia

### Formación
Bank of Scotland era el banco comercial más antiguo del Reino Unido, creado a través de una Ley del Parlamento de Escocia de 1695. Halifax fue fundado en 1853 como Building Society (banco hipotecario de carácter mutual), y fue desmutualizado en 1997 para convertirse en una public limited company, o sociedad privada.
La fusión entre las dos entidades tuvo lugar en 2001 durante una ola de consolidación del mercado financiero del Reino Unido que había comenzado a finales de los años 90. Bank of Scotland jugó un papel clave en el proceso, lanzando en primer lugar una OPA hostil por NatWest, que terminó fracasando. Luego instigó una fusión con el Abbey National y, finalmente, Halifax presentó una oferta de fusión.
La fusión creó el quinto mayor banco en el Reino Unido por capitalización bursátil.

### Ley de Reorganización del Grupo de 2006
En 2006 se promulgó la Ley de Reorganización del Grupo HBOS de 2006 (en inglés, HBOS Group Reorganisation Act 2006), una Ley del Parlamento que permitía al grupo operar bajo una estructura más simplificada. La Ley permitía a HBOS convertir a Bank of Scotland en una compañía privada de responsabilidad limitada, Bank of Scotland plc, la cual se convertiría en la principal subsidiaria bancaria del grupo. Se transfirieron a dicha compañía los activos de Halifax plc, aunque se mantuvo la marca comercial, y el propio Halifax comenzó a operar bajo la licencia de entidad financiera de Bank of Scotland.
La Ley entró en vigor el 17 de septiembre de 2007.

### Crisis de 2008
En marzo de 2008, la cotización de las acciones de HBOS cayó un 17 % por culpa de falsos rumores que indicaban que la entidad había recurrido al Banco de Inglaterra para obtener financiación de urgencia. Las autoridades financieras llevaron a cabo una investigación para determinar si había habido especulaciones relacionadas con los rumores, pero concluyeron que no había habido ningún intento deliberado de hacer caer los precios de las acciones
El 17 de septiembre de 2008, poco después de la quiebra de Lehman Brothers, el valor de las acciones de HBOS sufrió grandes fluctuaciones debido al riesgo de la crisis financiera mundial. Sin embargo, poco más tarde ese mismo día, la BBC informó de que HBOS estaba inmersa en conversaciones ya avanzadas con Lloyds TSB dirigidas a una fusión que llevase a la creación de un gran banco con 38 millones de clientes. La noticia fue confirmada por HBOS. La BBC sugirió que los accionistas podrían recibir una oferta de hasta 3 libras esterlinas por acción, pero luego se retractó en esa información.
Con el fin de evitar una nueva crisis como la del banco Northern Rock, el gobierno del Reino Unido anunció que si la compra finalmente tuviese lugar, no pondrían trabas a la misma en virtud del Derecho de la competencia.

### Compra por Lloyds TSB
A pesar del anuncio confirmatorio de la operación, existen todavía dos pasos antes de que la compra pueda llevarse a cabo:
- Deben votar a favor los accionistas que representen tres cuartos del capital social de HBOS, dando el visto bueno a las acciones del consejo de dirección.[5]
- Debe producirse la dispensa del gobierno en lo que respecta al Derecho de la competencia.

Sin embargo, y dado que la mayor parte de los votos de HBOS se encuentran en manos de inversores institucionales, se anticipa que la compra podrá seguir adelante sin problemas. Incluso el primer ministro del Reino Unido, Gordon Brown, intercedió en el acuerdo con Lloyds TSB.